# Парнас (Каппадокия)
Парна́с, Парнасс (др.-греч. Παρνασσός, лат. Parnassus) — древний город в северо-западной части Каппадокии на левом берегу реки Кызылырмак (Галис), недалеко от южной границы Галатии. Место, где находился город, представляет собой большую насыпь на холмах между Галисом и озером Туз (Татта) близ Дегирменйолу в районе Шерефликочхисар в иле Анкара. Полибий упоминает Парнас в описании войны понтийского царя Фарнака I с пергамским царём Эвменом II, как место встречи в 180 году до н. э. царя Ариарата, Эвмена и Аттала. Важный пункт на пересечении дорог в Ниссу, на северо-запад к городу Анкира (Анкара), на юг через Ниталис (Ортакёй) в Архелаиду (Аксарай) и на восток через Мокисс (Кыршехир) в Мазаку-Кесарию (Кайсери). Упоминается в географическом трактате «Синекдем».
Античный полис стал раннесредневековым епископальным центром. Епископ Парнаса присутствовал на Первом Никейском соборе в 325 году. После реформы Валента II в 372 году епархия Парнаса относилась к Каппадокии Второй с центром в Тиане. Во второй половине IV века, в период деятельности Великих каппадокийцев: Василия Великого и Григория Богослова, Парнас стал центром духовной и общественной жизни Каппадокии, наряду с городами Василика-Ферма, Доара (Хаджибекташ) и Назианз. Епископ Парнаса Евстафий участвовал в Халкидонском соборе в 451 году. В это время епархия перешла в юрисдикцию Константинопольского патриархата. После реформы императора Юстиниана I в 536 году епархия Парнаса, наряду с епархиями Назианза, Доары и Колонии отошла к митрополии Каппадокия Третья с центром в городе Мокисс (Юстинианополь). Эта структура сохранялась по IX век. Французский теолог и историк церкви Мишель Лекьен упоминает девять епископов Парнаса. Епископы Парнаса: Панкратий на арианском Филиппопольском соборе в 344 году, Гипсий, Олимпий на Первом Константинопольском соборе в 381 году, Евстафий на Эфесском соборе в 431 году, в Константинополе в 448 году и на Халкидонском соборе в 451 году, подписал Послание епископов второй Каппадокии к императору Льву в 458 году, Пелагий в Константинополе в 538 году, Евстафий на Трулльском соборе в 692 году, Стефан на Втором Никейском соборе в 787 году, Феогност на Четвёртом Константинопольском соборе в 869 году. Епархия Парнаса является титулярной епархией Католической церкви.